# ハザードマップ
ハザードマップ（英語: Hazard map）とは、土地の成因あるいは地形や地盤の特徴をもとに、自然災害(洪水、内水、ため池、高潮、津波、土砂災害、火山)による被害を予測し、その被害範囲(被害想定区域)を地図化したもの。被災想定区域図(被災想定図・被害予測図)、アボイドマップ(自然災害回避地図)、防災マップ、リスクマップなどの総称。

また、防災マップは、被災想定区域図(被災想定図・被害予測図)、アボイドマップ(自然災害回避地図)、リスクマップ等の情報を基に、特定地域の災害発生時の避難行動に重点を置いた地図で、被災想定区域図等が危機回避を目的に災害の種類ごとに被害予想を示すのに対して、防災マップは災害種別に関係なく、地区の災害特性を盛り込んだ避難地図などを示す。

防災マップには、被害想定区域、避難経路や避難場所・避難所、防災関係施設の位置などの防災地理情報が地図上に図示されている。
防災マップは災害種別の危機回避を目的とした地図(被災想定区域図等)の情報を基に作成するが、地図には著作権があり、再使用・再配布するには自治体及び地図会社の承諾を得ることが必要になる。

## 現況
日本では、1990年代より防災面でのソフト対策として作成が進められているが、自然災害相手だけに発生地点や発生規模などの特定にまで及ばないものも多く、また予測を超える災害発生の際には必ずしも対応できない可能性もある。掲載情報の取捨選択、見やすさ、情報が硬直化する危険性などの問題も合わせて試行錯誤が続いている。
2000年（平成12年）3月31日に発生した有珠山噴火の際に、ハザードマップに従い住民・観光客や行政が避難した結果、人的被害が防がれたことで注目された。
また、2011年3月11日に発生した東日本大震災の際、100年に一度の大災害に耐えられるとされていた構造物ですら災害を防ぐことができなかった結果を受け、国や地方自治体は構造物で被害を防ぐより、人命を最優先に確保する避難対策としてハザードマップの作成と見直し、及び、防災マップの策定過程に地域住民を参画させることで、地域特性の反映や、住民への周知、利活用の促進など、地域の防災力の向上が望まれる。
2020年には宅地建物取引業法施行規則が改正され、不動産取引時に水害ハザードマップを活用したリスク説明が義務化された。

## 被災想定区域図

### 種類と表示内容

#### 地震・液状化
- 名称例：地震動予測地図、ゆれやすさマップ、震度被害マップ、液状化マップ、地盤被害マップ
- 表示内容：液状化現象が発生する範囲、地震による大規模な火災が発生する範囲など
- 作成主体：都道府県および市町村

#### 津波
- 名称例：津波災害警戒区域図、津波ハザードマップ
- 表示内容：浸水域や浸水深、高波時通行止め箇所など
- 作成主体：都道府県知事が定める津波災害警戒区域を含む市町村で作成[7]

#### 高潮
- 名称例：高潮警戒区域図、高潮ハザードマップ
- 表示内容：台風などで堤防を超えた場合の浸水域や浸水深
- 作成主体：都道府県知事による水位周知海岸と高潮浸水想定区域の指定により市町村が作成

#### 洪水
- 名称例：洪水ハザードマップ
- 表示内容：洪水予報河川及び水位周知河川の洪水浸水想定区域。想定最大規模降雨が基準。[注釈 3][注釈 4]
- 作成主体：国土交通省および都道府県知事が指定する洪水予報河川及び水位周知河川に対して作成

#### 内水
- 名称例：内水ハザードマップ
- 表示内容：下水道などの雨水排水能力を超えた被害想定、浸水域や浸水深
- 作成主体：都道府県知事および市町村長が雨水出水浸水想定区域を指定した場合に作成。

#### 土砂災害
- 名称例：土砂災害警戒区域図、土砂災害ハザードマップ
- 表示内容：土石流の発生渓流、がけ崩れの危険地など[注釈 5][注釈 6]
- 作成主体：都道府県知事が指定した土砂災害警戒区域により市町村長が作成[8]

#### 火山
- 名称例：火山災害予測図、火山ハザードマップ、火山防災マップ
- 表示内容：火口が出現する地点（範囲）や、溶岩流・火砕流・火砕サージの到達範囲、火山灰の降下する範囲、泥流の到達範囲など[注釈 7]
- 作成主体：内閣総理大臣が指定する火山災害警戒地域を含む自治体において作成。

#### ため池
- 名称例：ため池ハザードマップ
- 表示内容：決壊すると人的被害等が生じる恐れのある区域
- 作成主体：都道府県知事が指定する特定農業用ため池において市町村が作成。

## 主題図
防災地理情報が表示されている主題図
- 土地条件図
- 火山土地条件図、火山基本図
- 都市圏活断層図
- 沿岸海域土地条件図・沿岸海域地形図
- 湖沼図

## アボイドマップ(自然災害回避地図)・災害履歴地図
アボイドマップ（英語: Avoid Map）とは、自然災害に関する情報を収集・整理して、過去にどんなところで発生したか、どんなところに起きやすいかといった既存情報を収集整理して公表した地図。

アボイドマップの活用事例のひとつとして自然災害伝承碑がある。

## 防災マップ
防災マップ（英語: Disaster Prevention Map）とは、主題図、被害予測図、被害想定図、アボイドマップ(自然災害回避地図)、リスクマップ等の情報を基に、市町村及び自主防災組織、または個人が作成する避難地図などを示す。

## 火山災害予測図
火山災害は、降灰・溶岩流・火砕流・熱泥流など、多種多様の災害で構成されている。しかも、火山によって、発生する災害の種類は異なっている。火山災害の発生時期を予知する事は、困難なケースもあるが、発生する火山災害の種類を予測すること、およびその被害範囲を予想することは、過去の火山噴火を地学的に調査することにより把握することができる。

## ハザードマップの課題
2020年に日本経済新聞社が行った調査では、豪雨災害において見直す必要がある洪水のハザードマップについて、全国主要市区の約4割で改定が終わっていないという調査結果が公表された。

既存のハザードマップの作成に用いられた地形や土地条件などの基礎情報のみでは災害に対する予想外の事態への対策が難しく、日本では、ハザードマップで指定された避難場所が自然災害に遭う事例も存在する。その為、新たなハザードマップの作成や従来のハザードマップの大幅な見直しも必要となる。

## 欧米におけるハザードマップ

### アメリカ合衆国
アメリカ合衆国では、アメリカ合衆国連邦危機管理庁（FEMA）の主導により、地図に100年に1度の確率での浸水域と500年に1度の確率での浸水域をあわせて表示した想定浸水域図の整備が行われている。

### ヨーロッパ

#### 欧州連合
欧州連合(EU)では加盟国に洪水ハザードマップ等の作成などを求める「洪水リスクの評価・管理に関する指令」を2007年10月に公布した。これにより加盟国は2015年までに複数の発生確率（低頻度又は激甚な事象、中頻度、高頻度）に対応したハザードマップの作成が義務づけられた。

#### オランダ
オランダでは10から100年に1度の発生確率の内水氾濫を対象としたハザードマップが作成された。

#### イギリス
イギリスでは100年に1度の発生確率（高潮氾濫域では200年に1度の発生確率）の浸水想定区域図と1000年に1度の発生確率の浸水想定区域図が作成されており、これらの浸水想定区域図はインターネット上で公表されている。

## 関連書籍
- 瀧本浩一 編『地域防災とまちづくり―みんなをその気にさせる災害図上訓練(第6版)』イマジン出版、2023年2月1日。ISBN 978-4872999266。 NCID BD0083627X。
- 逃げ地図づくりプロジェクトチーム 編『災害から命を守る「逃げ地図」づくり』ぎょうせい、2019年11月28日。ISBN 978-4324107140。 NCID BB29394598。
- 平井幸弘「ハザードマップの実践的活用のために:―基礎情報としての地形分類図参照の意義と課題―」『日本地理学会発表要旨集』2021年度日本地理学会春季学術大会 セッションID: S107、日本地理学会、2021年、80頁、doi:10.14866/ajg.2021s.0_80、NAID 130008006725。
- 村山良之、小田隆史「大川小津波訴訟判決の意義」『日本地理学会発表要旨集』2021年度日本地理学会春季学術大会 セッションID: S103、日本地理学会、2021年、59頁、doi:10.14866/ajg.2021s.0_59、NAID 130008006710。